# Cittarium
Cittarium is een geslacht van weekdieren uit de klasse van de Gastropoda (slakken).

## Soort
- Cittarium pica (Linnaeus, 1758)